# ほるまりん
ほるま りん（1976年3月1日 - ）は、日本の漫画家、デザイナー。群馬県出身。初期は「ほるま・りん」と表記されることもあった。

## 経歴
専門学校に在学中、『コミックボンボン』の編集部員に出会ったことをきっかけに漫画家となる。卒業後にゲーム「メダロット」の開発にかかわり、設定やキャラクターデザイン、漫画版の執筆などを担当した。『コミックボンボン』の増刊号で、特殊チップを飲み込んだ犬が主人公の『ナポレオン』を連載。
メダロット連載終了後は専門学校でキャラクターデザインの講師を勤めていた。現在も非常勤講師として活動中。これについてはコミックボンボンのロボット漫画企画寄稿時の略歴で判明。
2006年に『スターウォーズ・黒』というスター・ウォーズ・シリーズのトリビュート作品集に書き下ろしの作品を描き、久々に表舞台に姿を現す。
2009年9月、8年ぶりの新作『メダロットDS』でキャラクター・メダロットのデザインを担当することが発表され、デンゲキニンテンドーDSにて同タイトルの漫画版を1年間連載。
メダロットDSの発表から、「メダロット社社長」の肩書きでブログも発信している。
2016年5月22日、入籍を発表。

## 作品

### 漫画
- ナポレオン（『コミックボンボン』1月号増刊 '96冬休み増刊号）
- メダロットシリーズ
  - メダロット（『コミックボンボン』1997年6月号 - 1999年2月号）
  - メダロット2（『コミックボンボン』1999年3月号 - 2000年6月号）
  - メダロット3（『コミックボンボン』2000年7月号 - 2001年2月号）
  - メダロット4（『コミックボンボン』2001年4月号 - 2001年11月号）
  - メダロット5（『コミックボンボン』2001年12月号 - 2002年6月号）
  - メダロットG 〜メダロット5のつづき〜（『コミックボンボン』2002年8月号 - 2003年7月号）
  - メダロットDS（『デンゲキニンテンドーDS』2009年11月号 - 2010年10月号）
  - メダロット8（『ニコニコ漫画』2014年6月2日 - 9月26日）
  - メダロットTEPID（『マンガほっと』内連載「週刊メダロット通信」2017年12月27日 - ）
- スター・ウォーズ×マンガ【黒】収録「TANTIVE IV」　TOKYOPOP、2005年12月22日
- くじけるな!! マグアナック隊（ACTION COMICS）
- エサのエサやった？（『コミックめづ』2017年12月27日 - ）

#### 書籍
- 『メダロット』、講談社〈コミックボンボンデラックス〉 1998年 - 1999年、全3巻
  - （新装版） 『新装版 メダロット ヒカル編』、講談社〈KCデラックス〉 2013年、全1巻
- 『メダロット2』、講談社〈コミックボンボンデラックス〉 1999年 - 2000年、全4巻
- 『メダロット3』、講談社〈コミックボンボンデラックス〉 2000年 - 2001年、全2巻
- 『メダロット4』、講談社〈コミックボンボンデラックス〉 2001年、全2巻
- 『メダロット5』、講談社〈コミックボンボンデラックス〉 2002年、全2巻
- 『メダロットG 〜メダロット5のつづき〜』、講談社〈コミックボンボンデラックス〉 2003年、全2巻
- 『新装版 メダロット イッキ編』、講談社〈KCデラックス〉 2014年 - 2015年、全4巻：第1巻・第2巻に『メダロット2』、第3巻に『メダロット3』、第4巻に『メダロット4』を収録。
- 『新装版 メダロット コイシマル編』、講談社〈KCデラックス〉 2017年、全2巻（上下巻）：第1巻（上巻）に『メダロット5』、第2巻（下巻）に『メダロットG 〜メダロット5のつづき〜』を収録。

### イラスト
- クレヨンしんちゃんのまんが恐竜おもしろブック (クレヨンしんちゃんのなんでも百科シリーズ)双葉社、2009年7月1日